# Csillagőszirózsa
A csillagőszirózsa (Aster amellus) a fészkesvirágzatúak (Asterales) rendjébe, ezen belül az őszirózsafélék (Asteraceae) családjába tartozó, Magyarországon védett faj.

## Előfordulása
A csillagőszirózsa Európában a következő országokban fordul elő: Egyesült Királyság, Norvégia, Franciaország, Spanyolország, Belgium, Luxemburg, Németország, Svájc, Ausztria, Liechtenstein, Olaszország, Lengyelország, Csehország, Szlovákia, Magyarország, Szlovénia, Horvátország, Bosznia-Hercegovina, Szerbia, Koszovó, Montenegró, Észak-Macedónia, Albánia, Románia, Bulgária, Görögország, Észtország, Moldova, Ukrajna, Oroszország. Megtalálható még Ázsia egyes részein is, úgymint: Anatólia, Krím félsziget, a Kaukázus északi része, Grúzia, Örményország, Azerbajdzsán, Szibéria. Behurcolt fajként megjelenik Mianmarban, Laoszban, Vietnámban.
Magyarországon a pontusi-pannon flóravidék elemeként a következő helyeken található meg: Bükk, Mátra, Cserhát,
Börzsöny,
Naszály, Gödöllői-dombság, Visegrádi-hegység, Pilis, Budai-hegység, Tétényi-fennsík, Gerecse, Velencei-hegység, Vértes, Bakony, Pannonhalmi-dombság, Balaton-felvidék, Mecsek, Balfi-dombvidék, Szigetköz, Mezőföld, Duna–Tisza köze. Bár az ország középhegységeiben többnyire előfordul, sehol sem gyakori.

## Alfajok
- Aster amellus subsp. amellus
- Aster amellus subsp. bessarabicus (Rchb.) Soó
- Aster amellus subsp. ibericus (M. Bieb.) V. Avet.

## Megjelenése
Általában 30 cm magas, gyakran gyökérsarj telepeket képző évelő növény. Szára és a levelei is sűrűn, ezüstösen gyapjasak, bársonyosak. Levelei széles-lándzsásak vagy hosszúkásak, szórt állásúak, ülők. A tőlevelei nyelesek. Laza sátorvirágzatát 2–5 cm átmérőjű, sötétsárga, csöves (belső) virágok és az ezeket körülvevő élénk lila, 1,5–3 cm hosszú, keskeny nyelves sugárvirágok alkotják. Termése szőrbóbitás kaszat. Június-októberben virágzik.

## Életmódja
Mészkedvelő növényként szikla- és pusztafüves lejtőkön, sziklagyepekben, erdős pusztaréteken, sziklai és pusztai cserjésekben, karsztbokorerdőkben, száraz tölgyesek tisztásain és szélein él.
Leggazdagabb állományait művelt, felhagyott területeken (szőlők, gyümölcsösök) találjuk.